# Joan Hinton
Joan Hinton (20 octobre 1921 - 8 juin 2010) est une physicienne nucléaire américaine. C'est l'une des peu nombreuses femmes scientifiques qui participa au Projet Manhattan. Après les bombardements atomiques d'Hiroshima et Nagasaki, elle renonça à travailler dans le domaine nucléaire et commença à militer pour le bannissement des armes nucléaires. En 1949, elle s'établit en Chine, année où naquit à Pékin sa nièce, Carma Hinton.